# روستروپوویچ ۴۹۱۸
سیارک ۴۹۱۸ (به انگلیسی: 4918 Rostropovich، نامگذاری:1974QU1) چهار هزار و نهصد و هجدهمین سیارک کشف شده‌است که در ۲۴ اوت ۱۹۷۴ کشف شد.
قدر مطلق سیارک برابر ۱۳٫۲۰ است.